# Comala
Comalaⓘ – miasto i siedziba gminy o tej samej nazwie w Meksyku, w stanie Colima. Miasto znane jest charakterystycznej białej zabudowy oraz z powieści Juan Rulfo pt. Pedro Páramo którego akcja ma miejsce w tym mieście.